# Finocchito
Finocchito è una frazione del comune di Ogliastro Cilento, in provincia di Salerno, arroccata su una collina a 347 metri sul livello del mare e circondata da uliveti. La frazione fa parte della Comunità montana Alento-Monte Stella.

## Storia
La prima menzione del paese, come Fineclito, risale a una donazione sorta nel marzo 1078 al monastero di San Fabiano, nel borgo scomparso di Casacastra. Nei secoli successivi conobbe un rapido abbandono fino a raggiungere i circa novanta abitanti attuali.

## Localizzazione
Il paese dista 2,77 km dal capoluogo Ogliastro Cilento  e 0,79 km dall'altra frazione Eredita Cilento.